# IC 1333
IC 1333 је лентикуларна галаксија у сазвјежђу Јарац која се налази на листи објеката дубоког неба у Индекс каталогу.
Деклинација објекта је - 16° 17' 9" а ректасцензија 20h 52m 17,1s. Привидна величина (магнитуда) објекта IC 1333 износи 13,6 а фотографска магнитуда 14,5. IC 1333 је још познат и под ознакама IC 1334, MCG -3-53-8, NPM1G -16.0510, PGC 65614.